# 1671

## Събития
- 25 октомври – Италианският астроном Джовани Доменико Касини открива третият по големина спътник на Сатурн – Япет.

## Родени
- Йохан Кристоф Бах,
- 14 юни – Томазо Албинони, италиански бароков композитор

## Починали
- 24 април – Франсоа Вател, френски готвач
- 8 май – Себастиан Бурдон, френски художник
- 16 юни – Степан Разин, казашки военачалник